# Gustavia longiseta
Gustavia longiseta är en kvalsterart som beskrevs av Sandór Mahunka 1984. Gustavia longiseta ingår i släktet Gustavia och familjen Gustaviidae. Inga underarter finns listade i Catalogue of Life.